# Strana žen (Grónsko)
Strana žen (grónsky Arnat Partiiat) byla politická strana v Grónsku.

## Historie
Arnat Partiiat založilo 6. listopadu 1999 v Katuaqu v Nuuku 32 žen. První a poslední předsedkyní byla Anne-Marie B. Pedersen. Kandidovala v jediných volbách, a to parlamentních v roce 2002, kde získala 2,4 % hlasů a do grónského parlamentu se nedostala. V roce 2005 již nekandidovala a opět zmizela.

## Program
Arnat Partiiat sloužila k lepšímu zastoupení žen v politice. Sledovala sociální cíle, například podporu rodiny, zejména žen a dětí. Strana se také snažila finančně pomáhat nejslabším členům společnosti, bezdomovcům a dětem z problémových rodin. Rovněž vedla kampaně za ochranu životního prostředí a udržitelný rozvoj.